# Metellina kirgisica
Metellina kirgisica is een spinnensoort in de taxonomische indeling van de strekspinnen.
Het dier behoort tot het geslacht Metellina. De wetenschappelijke naam van de soort werd voor het eerst geldig gepubliceerd in 1974 door Bakhvalov.